# Fudbalski klub Donji Srem
Il Fudbalski klub Donji Srem 2015 (in serbo Фудбалски клуб Дoњи Срем 2015?), conosciuto semplicemente come Donji Srem, è una squadra di calcio di Pećinci, una città della Vojvodina (Serbia).

## Nome
Donji Srem in serbo significa Bassa Sirmia/Sirmia inferiore, la città di Pećinci si trova nel mezzo della pianura del distretto della Sirmia.

## Storia
Il club viene fondato nel 1927, dall'allora studente Jovan Đorđević, col nome FK Borac Pećinci. In quel tempo la città ha solo 1 500 abitanti, la squadra ha poche risorse e non si iscrive a campionati, limitandosi a disputare partite amichevoli. Dopo la fine della seconda guerra mondiale il club per qualche anno resta attivo ancora per un po' di tempo, ma alla fine, per vari motivi, viene sciolto.
Nel 1963 viene rifondato come FK Donji Srem dai precedenti membri del consiglio d'amministrazione, giocatori e tifosi, per continuare la tradizione del vecchio Borac, e si iscrive alla Liga opštine Pećinci (lega comunale di Pećinci). Nel frattempo la città di Pećinci viene promossa a sede comunale, questo fa arrivare nuove risorse ed anche la squadra ne beneficia.
Dopo tanti anni nei campionati minori, il momento del grande salto comincia nel 2009 (grazie ai principali finanziatori del club Milenko Đurđević, Milan Aleksić e Miodrag Kostić), quando vince il girone Ovest della Vojvođanska liga e viene promosso in Srpska Liga (la terza divisione).
Nel 2012, dopo due promozioni consecutive, raggiunge la massima divisione, la SuperLiga. Qui colleziona un 11º posto nel 2012–13, un 12º nel 2013–14 ed un 15º nel 2014–15, quest'ultima costa la retrocessione in Prva Liga Srbija. Nel 2013–14 inoltre raggiunge i quarti di finale di coppa, eliminato dallo Jagodina (poi finalista sconfitto).
Nel 2015, dopo un'ulteriore retrocessione, il club rinuncia ad iscriversi alla Srpska liga e riparte da zero, dalla categoria più in basso possibile disponibile, la Opštinska liga Pećinci (settima divisione) e cambiando il nome in FK Donji Srem 2015. Oggigiorno milita nella Područna liga Sremska Mitrovica (quinta divisione).

## Cronistoria
| Stagione           | Campionato              | Campionato | Campionato | Campionato              | Coppa    |
| Stagione           | Categoria               | Liv.       | Posizione  | Verdetti                | Coppa    |
| ------------------ | ----------------------- | ---------- | ---------- | ----------------------- | -------- |
| FK DONJI SREM      |                         |            |            |                         |          |
| 2008–09            | Vojvođanska liga Ovest  | IV         | 2º su 18   | Promosso dopo spareggio |          |
| 2009–10            | Srpska liga Vojvodina   | III        | 4º su 16   |                         |          |
| 2010–11            | Srpska liga Vojvodina   | III        | 1º su 16   | Promosso                | 16esimi  |
| 2011–12            | 1. liga Srbija          | II         | 2º su 18   | Promosso                | 16esimi  |
| 2012–13            | SuperLiga               | I          | 11º su 16  |                         | 16esimi  |
| 2013–14            | SuperLiga               | I          | 12º su 16  |                         | Quarti   |
| 2014–15            | SuperLiga               | I          | 15º su 16  |                         | 16esimi  |
| 2015–16            | 1. liga Srbija          | II         | 14º su 16  | Retrocede               | Ottavi   |
| 2016–17            | Srpska liga Vojvodina   | III        |            | Ritirato                | Ritirato |
| FK DONJI SREM 2015 |                         |            |            |                         |          |
| 2016–17            | Opštinska liga Pećinci  | VII        | 1º su 10   | Promosso                |          |
| 2017–18            | Međuopštinska liga Srem | VI         | 4º su 16   |                         |          |
| 2018–19            | Međuopštinska liga Srem | VI         | 1º su 16   | Promosso                |          |
| 2019–20            | PFL Sremska Mitrovica   | V          |            |                         |          |

## Strutture

### Stadio
Lo Sportski centar Suvača è il campo di gioco del club. È stato costruito nel 1978 (rinnovato nel 2012) e ha una capienza di 3500 posti.
Nel 2012–13, la prima stagione in SuperLiga, ed anche nelle altre occasioni contro Partizan e Stella Rossa, il Donji Srem ha utilizzato lo Stadio Karađorđe di Novi Sad.

## Palmarès

### Competizioni nazionali
- Srpska Liga: 1

2010-2011

### Altri piazzamenti
- Prva Liga Srbija:

Secondo posto: 2011-2012